# Bill de Blasio
Bill de Blasio (ur. jako Warren Wilhelm Jr. 8 maja 1961) – amerykański adwokat i polityk, od 1 stycznia 2014 do 31 grudnia 2021 burmistrz Nowego Jorku.

## Rodzina i dzieciństwo
De Blasio urodził się jako Warren Wilhelm Jr. na Manhattanie, syn Marii (z domu de Blasio) i Warrena Wilhelma. Ojciec miał niemieckie pochodzenie, a dziadkowie ze strony matki, Giovanni i Anna, byli włoskimi imigrantami z miasta Sant’Agata de’ Goti w prowincji Benevento. Wychował się w Cambridge w stanie Massachusetts.

## Majątek
Według Forbesa De Blasio i jego żona posiadają majątek w wysokości 25 milionów dolarów.

## Wybory w 2013

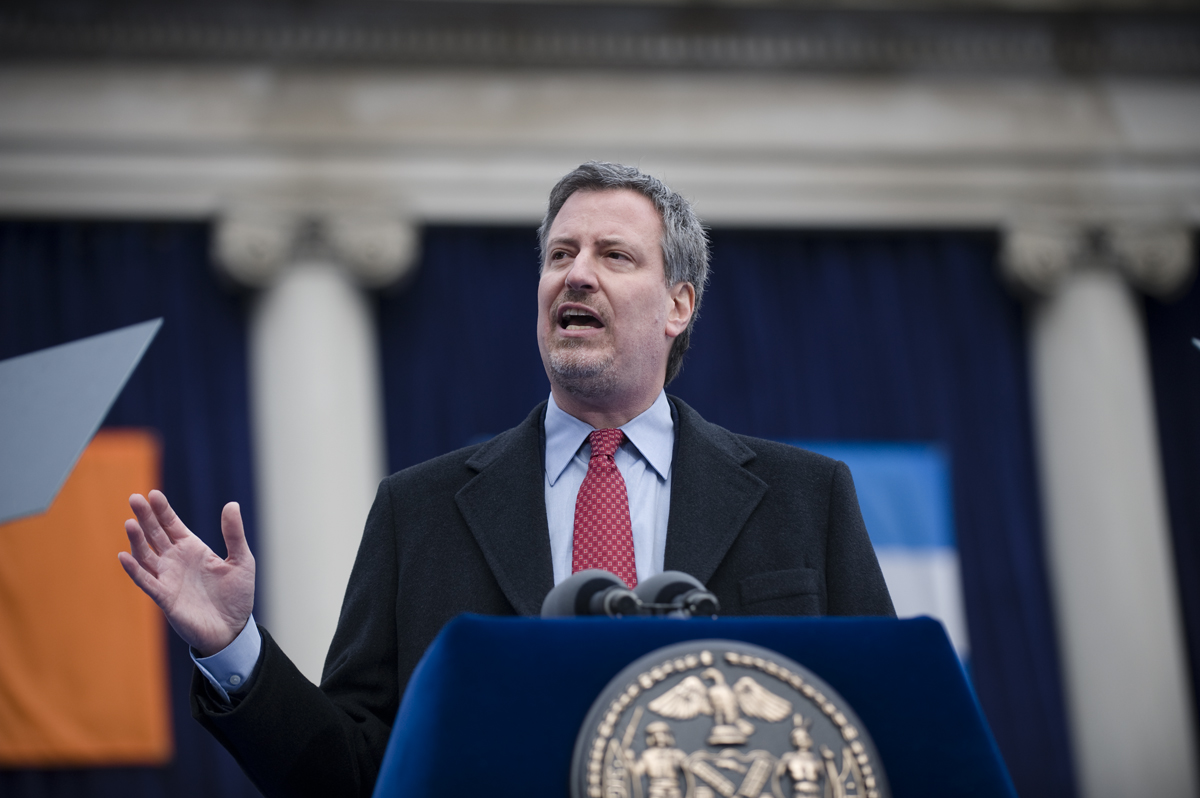
Inauguracja Billa De Blasio, Nowy Jork, styczeń 2010

W wyborach na stanowisko burmistrza Nowego Jorku w 2013 r. de Blasio uzyskał ponad 70% poparcia.

## Wybory w 2017
W 2017 de Blasio wygrał reelekcję na drugą kadencję z poparciem 66.5% przeciwko kandydatce Republikanów Nicole Malliotakis.

## Prawybory w 2020
Bill de Blasio był kandydatem w prawyborach Partii Demokratycznej przed amerykańskimi wyborami prezydenckimi.